# Druida

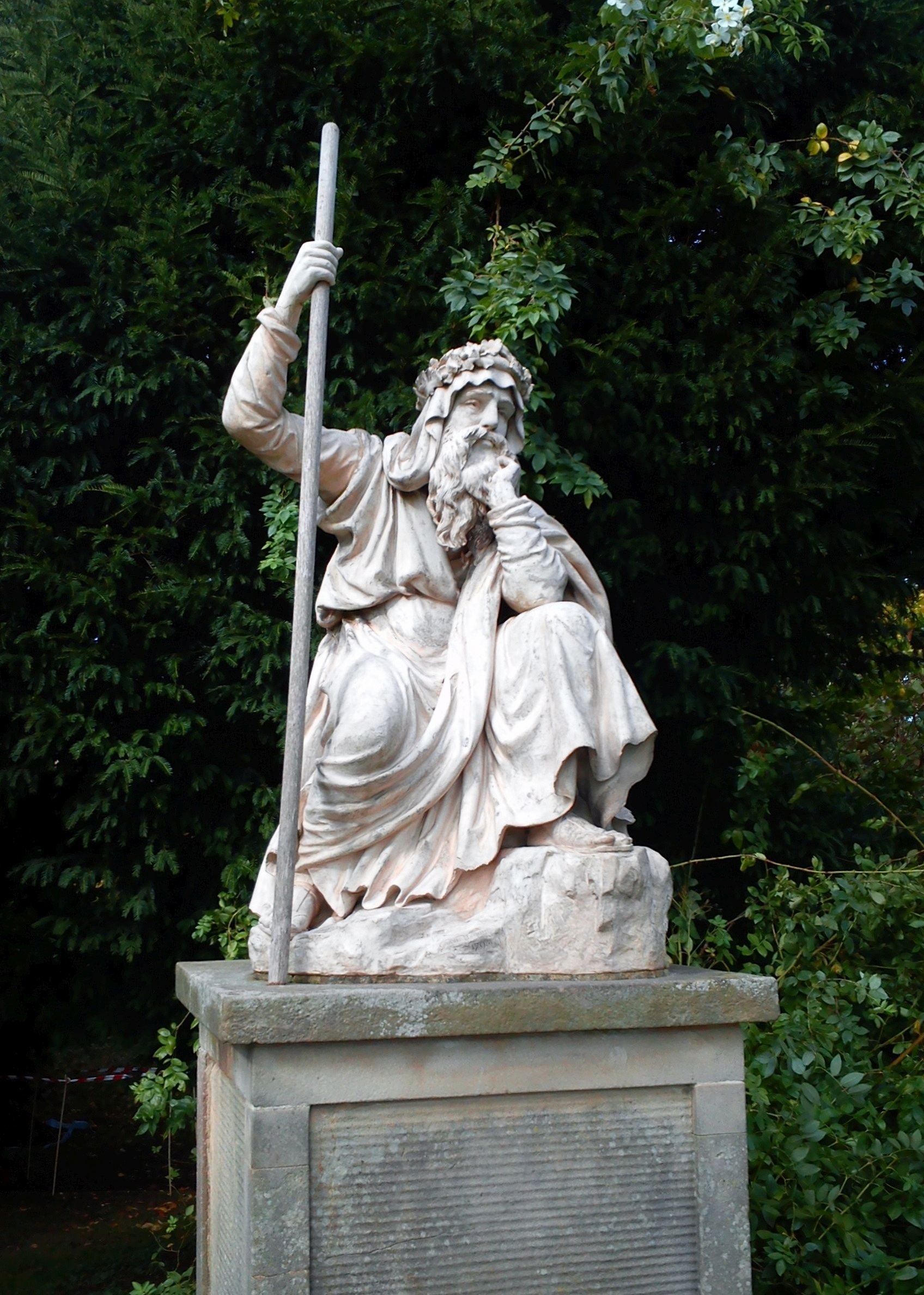
Estatuïa d'un druida al Croome Park, Worcestershire

El druida era, en les societats dels antics celtes, un sacerdot amb la missió de conservar i transmetre les tradicions religioses i administrar la justícia.
El druida tenia un paper fonamental dins de l'estructuració socioreligiosa d'aquestes societats, anomenada druïdisme. Gaudia d'una gran consideració, la qual cosa li permetia viatjar per l'anomenada "Britànnia" de l'època sense preocupar-se per les habituals guerres que hi havia entre els diferents clans celtes. Intervenia com a jutge en conflictes públics i privats, sentenciant delictes, crims i querelles.
Un druida destacat a la mitologia és Cathbad, dins el Cicle de l'Ulster.
El problema principal per conèixer a fons la societat dels druides és que les fonts són indirectes, ja que o bé provenen de pobles aliens (i sovint enemics, com les històries dels romans on es fa èmfasi en la propaganda com quan s'enumeren els sacrificis humans) o bé són testimonis tardans, com les fonts irlandeses, escrites un cop l'illa ja havia estat cristianitzada i, per tant, amb pràctiques híbrides.
A finals del segle xviii i sobretot al Romanticisme es va intentar ressuscitar aquest personatge, ja que es veia com a símbol de l'autèntica herència natural i com una saviesa no tecnificada, natural. L'auge de la màgia i la imaginació va provocar que sorgís un moviment, el druïdisme, que prova d'emular els grans druides.
S'han convertit també en una figura artística, com prova l'èxit de Panoràmix, el druida dels còmics d'Astèrix o la seva presència a novel·les fantàstiques i jocs de rol.